# Leningrad (phim)
Leningrad (tiếng Nga: Ленинград. Город живых, tiếng Anh: Attack on Leningrad - Tấn công Leningrad) là một bộ phim chiến tranh - lịch sử Nga năm 2007 của đạo diễn Aleksandr Buravsky, khai thác sự kiện 900 ngày đêm Leningrad trong cuộc chiến tranh Vệ quốc Vĩ đại.

## Nội dung
Mở màn cuộc tấn công xâm lược đất nước Liên Xô, mùa đông năm 1941, phát xít Đức tiến hành bao vây thành phố Leningrad.
Hòng cắt đứt mọi tuyến đường cứu trợ lương thực cho thành phố, không quân Đức tập kích liên tục cả ngày lẫn đêm. Leningrad hầu như bị cô lập với thế giới bên ngoài. Không một ai biết được những gì đang xảy ra ở bên trong, cũng không ai có thể thoát khỏi lưới lửa đạn của quân thù để lọt ra ngoài.
Với khẩu phần lương thực tối thiểu 125 gram bánh mì/người, người dân Leningrad phải xoay xở đủ mọi cách, ăn đủ mọi thứ để có thể sống sót. Một nữ phóng viên người Anh vô tình bị mắc kẹt trong thành phố, cũng phải trải qua cơn khốn khó như mọi người nơi đây.
Cuộc bao vây kéo dài trong suốt 900 ngày đêm, đã có tới gần một triệu rưỡi người con Soviet đã ngã xuống để giữ vững trận đánh Leningrad; trong mưa bom bão đạn của quân thù, dù cái đói và cái giá lạnh luôn luôn rình rập nhưng ngọn lửa bất khuất Leningrad vẫn cháy bừng bừng.
Cuộc tiến công giải phóng thành phố Leningrad của Hồng quân Liên Xô như một tiếng súng khai hỏa cho chiến dịch phản công tiêu diệt tập đoàn Đức Quốc Xã cho đến ngày toàn thắng.

## Diễn viên
- Gabriel Byrne... Phillip Parker
- Mira Sorvino... Kate Davis
- Aleksandr Abdulov... Chigasov
- Vladimir Ilyin... Malinin
- Mikhail Yefremov... Omelchenko
- Mikhail Trukhin... Vernik
- Yevgeni Sidikhin... Korneyev
- Olga Sutulova... Nina Tsvetkova
- Kirill Lavrov... Phát thanh viên
- Armin Mueller-Stahl... Wilhelm Ritter von Leeb